# Seaca (Teleorman)
Pour les articles homonymes, voir Seaca.
Seaca est une commune du județ de Teleorman en Roumanie.